# Рода, Донатас
Донатас Рода (лит. Donatas Roda; 1 января 1915, Алешишкес, Трокский уезд — 29 июля 1978, Вильнюс) — литовский журналист, редактор, сатирик. Член КПСС с 1946 года. Заслуженный деятель культуры Литовской ССР (1964).
Дебютировал в печати в 1934 г., публиковался в сатирическом журнале Kuntaplis и других изданиях. В 1940—1941 гг., в Литовской ССР, работал в редакции газеты Darbo Lietuva (с лит. — «Трудовая Литва»). С 1944 г. литературный сотрудник и ответственный секретарь газеты Tarybų Lietuva (с лит. — «Советская Литва»), в 1945—1950 гг. главный редактор этого издания (ныне газета Kauno diena). В 1950—1953 гг. заместитель главного редактора газеты Tiesa — органа ЦК Коммунистической партии Литовской ССР и Верховного совета Литовской ССР. С 1953 г. и до конца жизни директор информационного агентства Литовской ССР ELTA. В 1955 г. окончил Заочную высшую партийную школу при ЦК КПСС.
При жизни Роды были изданы три сборника его фельетонов. Первый из них, «Банкротство известной фирмы» (лит. Garsios firmos bankrotas; 1964), представлял собой политическую сатиру, нацеленную главным образом против представителей литовской эмиграции, но также и против «пережитков буржуазного прошлого в сознании советских людей». Затем последовали аналогичные сборники «Непризнанные властелины» (лит. Nepripažintieji viešpačiai; 1966) и «Приключенческое путешествие» (лит. Nuotykinga kelionė; 1974). Посмертно в 1983 году опубликован сборник избранных работ «Огнём сатиры» (лит. Satyros ugnimi).